# 青森県道14号今別蟹田線
青森県道14号今別蟹田線（あおもりけんどう14ごう いまべつかにたせん）は青森県東津軽郡今別町から外ヶ浜町に至る県道（主要地方道）である。

## 概要
今別町の国道280号から分岐し、JR津軽線およびJR北海道海峡線 に並行して南下し、外ヶ浜町字蟹田大平の大平交差点で青森県道12号鰺ケ沢蟹田線に接続する。
青森市と外ヶ浜町三厩の間には国道280号が伸びているが、今別や三厩、竜飛崎方面に向かう場合は、蟹田から県道12号とこの県道14号を迂回する方が近道となる。

### 路線データ
- 延長 : 16.401 km[要出典]
- 起点 : 東津軽郡今別町[1]
- 終点 : 東津軽郡外ヶ浜町[1]

## 歴史
- 1961年（昭和36年）2月10日 - 県道に認定される[1]。
- 1993年（平成5年）5月11日 - 建設省により県道今別蟹田線が主要地方道今別蟹田線に指定される[2]。

## 路線状況

### 道の駅
- 道の駅いまべつ（JR東日本 津軽二股駅・JR北海道 奥津軽いまべつ駅隣接）

### 峠
途中の小国峠が急峻なため冬季は散水している

## 地理

### 交差する道路
- 国道280号
- 国道280号今別バイパス
- 青森県道287号奥津軽いまべつ停車場線
- 青森県道12号鰺ケ沢蟹田線

### 沿線の施設など
- JR東日本 津軽線
  - 今別駅（旧県道244号・現町道で接続）
  - 大川平駅
  - 津軽二股駅（JR北海道 北海道新幹線 奥津軽いまべつ駅・道の駅いまべつ併設）、青森県道287号経由
  - 大平駅